# Ansellia africana
Genre
Espèce
Classification APG III (2009)
Statut de conservation UICN

 VU A2cd+3cd+4cd : Vulnérable
Statut CITES
Ansellia africana est la seule espèce du genre monotypique d'orchidées Ansellia. Elle est communément connue sous le nom d’Orchidée léopard. Le genre Ansellia a été nommé en l'honneur de John Ansell, un assistant botaniste anglais, qui a trouvé les premiers spécimens en 1841 sur l'île de Fernando Po en Afrique de l'Ouest. Ce genre est connu sous l'abréviation Aslla dans le commerce horticole.

## Distribution et habitat
Cette orchidée est originaire de l'Afrique tropicale et méridionale où on la trouve le long des côtes et des fleuves dans la canopée, rarement sur le sol, généralement à des altitudes inférieures à 700 m (parfois jusqu'à 2 200 m).

## Description

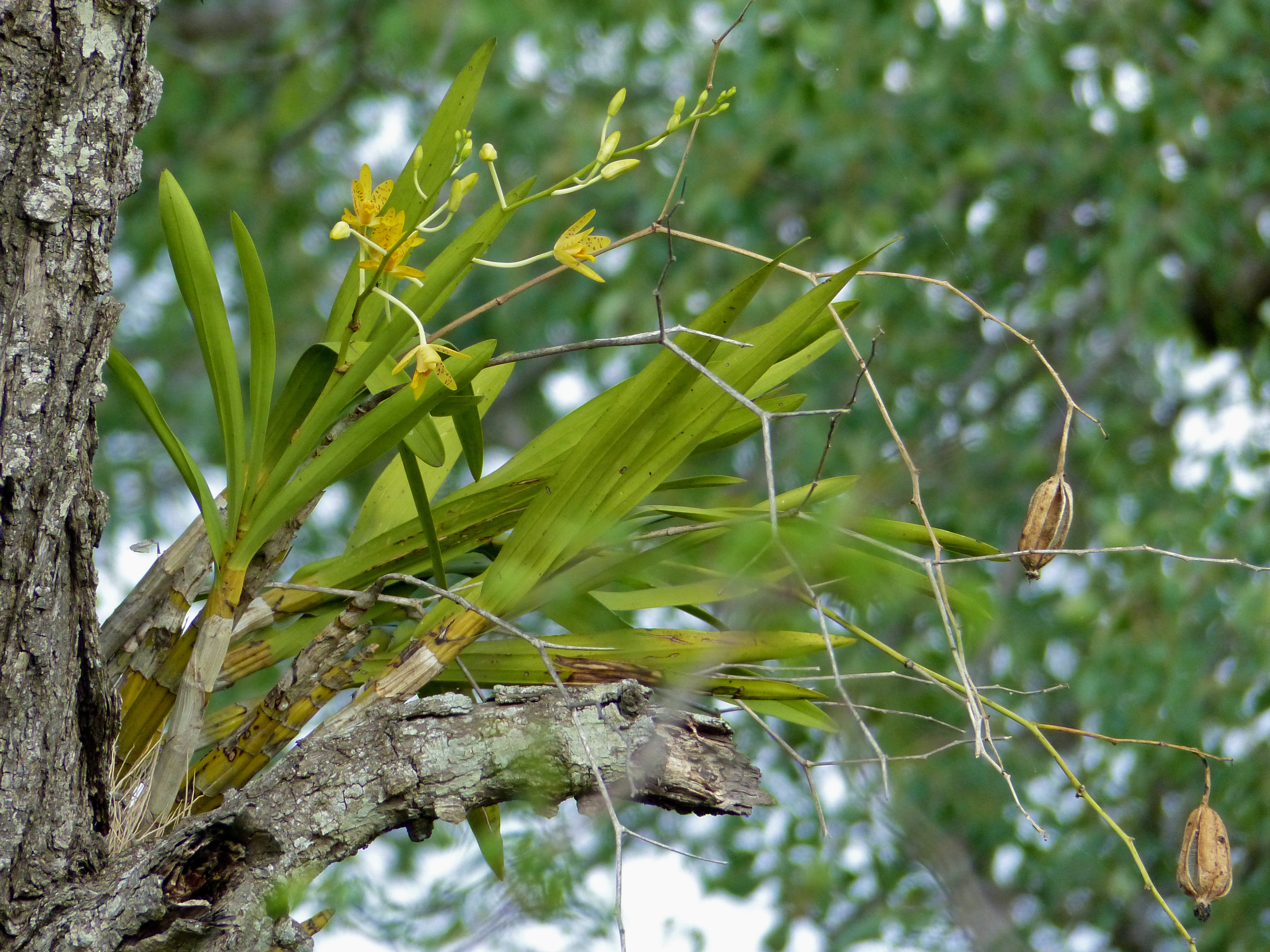
Orchidée léopard (Parc national Kruger, Afrique du Sud)

C'est une grande espèce épiphyte vivace, parfois terrestre, poussant parfois en touffes spectaculaires attachées aux branches des grands arbres. Les racines aériennes blanches, ressemblant à des aiguilles, sont caractéristiques de cette orchidée. Elles forment une sorte de poubelle, entourée de nombreux pseudobulbes jaunes, fusiformes, en forme de canne, attrapant les feuilles en décomposition et les détritus sur laquelle la plante se nourrit. Ces pseudobulbes peuvent atteindre une taille gigantesque, jusqu'à 60 cm de long. Cette orchidée robuste peut devenir très volumineuse, parfois avec un poids estimé à plus d'une tonne[citation nécessaire]. On a même vu des grands ducs (Bubo bubo) faire leur nid dans ces bouquets[citation nécessaire].
Ces pseudobulbes possèdent à leur sommet 6 à 7 feuilles, lancéolées ou ligulées, pointues, plissées, coriaces. Ils donnent naissance à une inflorescence paniculée, atteignant jusqu'à 85 cm de long, avec de nombreuses fleurs (10 à 100), délicatement parfumées de 6 cm de diamètre.
La lèvre trilobée se développe en trois pointes jaunes. Les pétales sont de couleur jaune ou jaune verdâtre, légèrement ou fortement marqués de taches brunes.
On l'appelle léopard parce qu'elle a des taches semblable à celles du léopard et que lorsqu'elles sont en groupe cela forme son pelage.

## Synonymes
- Ansellia confusa N.E.Brown 1886
- Ansellia congoensis Rodigas 1886
- Ansellia gigantea Rchb.f 1847
- Ansellia gigantea subsp. nilotica (Baker) Senghas 1990
- Ansellia gigantea var. nilotica (Baker) Summerh. 1937
- Ansellia humilis Bulliard 1891
- Ansellia nilotica [Baker] N.E.Brown 1886
- Cymbidium sandersoni Harv. 1868

## Sous-espèces
- - Ansellia africana subsp. africana (Afrique du Sud et tropicale)
  - Ansellia africana subsp. australis (Angola)

## Hybrides
Liste des hybrides selon la Royal Horticultural Society entre Ansiella et 8 autres genres:
- Anaphorchis (× Graphorchis)
- Ansidium (× Cymbidium)
- Catasellia (× Catasetum)
- Cycsellia (× Cychnoches)
- Cyrtellia (× Cyrtopodium)
- Eulosellia (× Eulophia)
- Galeansellia (× Galeandra)
- Promellia (× Promenaea)

## Galerie

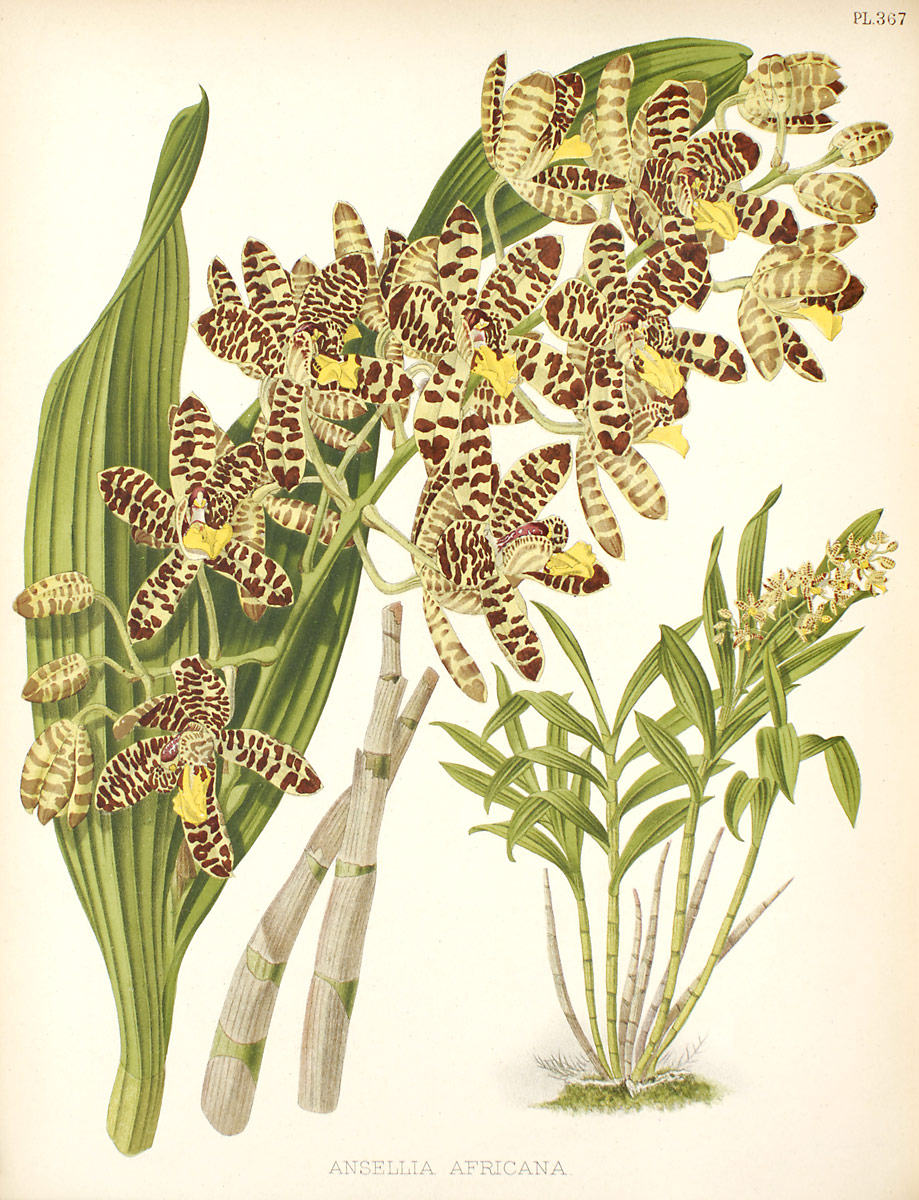
Illustration de B.S. Williams, R. Warner The Orchid Album (1889)
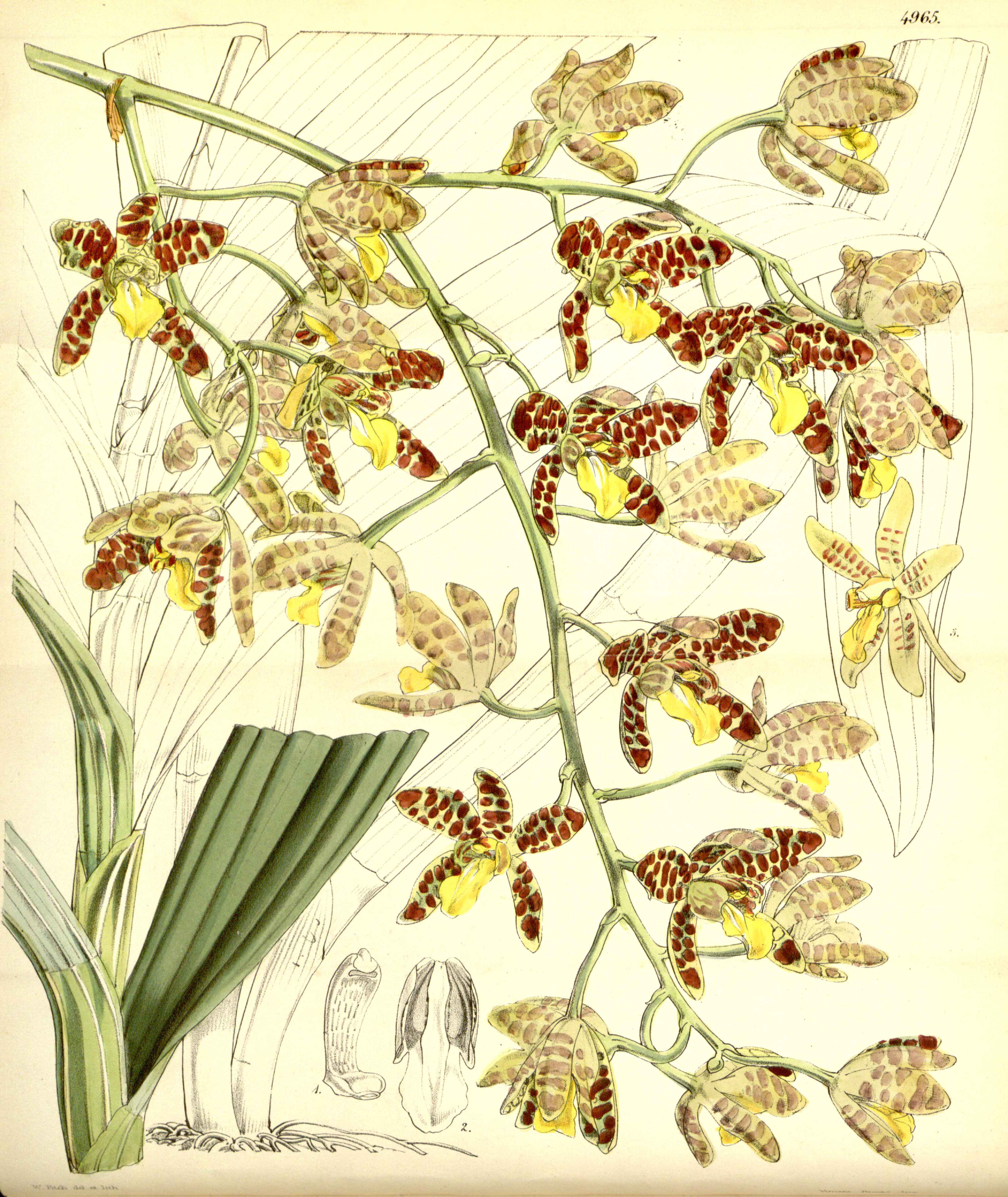
Illustration du "Curtis's Botanical Magazine" vol. 83